# Santa María del Valle (distrito)
O Distrito peruano de Santa María del Valle é um dos onze distritos que formam a Província de Huánuco, situada no Departamento de Huánuco, pertencente a Região Huánuco, na zona central do Peru.

## Transporte
O distrito de Santa María del Valle é servido pela seguinte rodovia:
- HU-108, que liga a cidade de Huánuco ao distrito de Churubamba
- PE-18A, que liga o distrito de Luyando à cidade de Pillco Marca
- PE-18B, que liga o distrito à cidade de Codo del Pozuzo [1][2][3]